# Benito
Benito ist ein männlicher Vorname und Familienname.

## Herkunft und Bedeutung
Der Name ist spanischen Ursprungs und bedeutet „der Gesegnete“ (vgl. Benedikt).

## Namensträger

### Vorname
- Benito Bause (* 1991), deutscher Schauspieler
- Benito Berlín (* 1932), mexikanischer Botschafter
- Benito Bonetti, ehemaliger Schweizer Skispringer
- Benito Canónico (1894–1971), venezolanischer Komponist
- Benito Cocchi (1934–2016), Erzbischof von Modena-Nonantola
- Benito Contreras (1905–1972), mexikanischer Fußballspieler
- Benito Corghi (1938–1976), italienischer Fernfahrer, ein Todesopfer an der innerdeutschen Grenze
- Benito Floro (* 1952), spanischer Fußballtrainer
- Benito García de la Parra (1884–1953), spanischer Komponist und Musikpädagoge
- Benito Gonzalez (* ≈1975), US-amerikanischer Jazzmusiker
- Benito Jacovitti (1923–1997), italienischer Comiczeichner und Kinderbuchillustrator
- Benito Juárez (1806–1872), mexikanischer Präsident
- Benito Legarda (1853–1915), philippinischer Politiker
- Benito Lertxundi (* 1942), baskischer Sänger, Liedermacher und Gitarrist
- Benito Lorenzi (1925–2007), Spitzname „Veleno“ (Gift), italienischer Fußballspieler
- Benito Loygorri (1885–1976), Ingenieur, Pilot und Pionier der spanischen Luftfahrtgeschichte
- Benito Lynch (1885–1951), argentinischer Schriftsteller
- Benito Martinez (* 1971), US-amerikanischer Schauspieler
- Benito Mussolini (1883–1945), italienischer Diktator
- Benito Pacifico (1939–2008), italienischer Schauspieler und Stuntman
- Benito Pardo, ehemaliger spanisch-mexikanischer Fußballspieler
- Benito Pérez Brito (1747–1813), spanischer Offizier und Kolonialverwalter
- Benito Pérez Galdós (1843–1920), spanischer Schriftsteller
- Benito Quinquela Martín (1890–1977), argentinischer Maler
- Benito Raman (* 1994), belgischer Fußballspieler
- Benito Rebolledo (1880–1964), chilenischer Maler
- Benito Sanz y Fores (1828–1895), spanischer Kardinal und Bischof
- Benito Stanislao Andreotti OSB (1924–2003), Abt der Territorialabtei Subiaco
- Benito Stefanelli (1929–1999), italienischer Schauspieler und Stuntman
- Benito van de Pas (* 1993), holländischer Dartspieler
- Benito Wogatzki (1932–2016), deutscher Schriftsteller
- Benito Zambrano (* 1965), spanischer Regisseur

### Familienname
- Alberto Benito (* 1975), spanischer Radrennfahrer
- Antonio Benito López (* 1994), spanischer Triathlet
- David Benito Garcia (* 1977), luxemburgisch-spanischer Schauspieler
- Elizabeth Odio Benito (* 1939), costa-ricanischer Juristin
- Gregorio Benito (1946–2020), spanischer Fußballspieler
- Ivan Benito (* 1976), schweizerisch-spanischer Fußballspieler
- Loris Benito (* 1992), Schweizer Fußballspieler
- Marie Benito (* 1965), Marathonläuferin aus Guam
- Mireia Benito (* 1996), spanische Radrennfahrerin
- Samuel Benito (* 2000), deutscher Schauspieler
- Teófilo Benito (1966–2004), spanischer Leichtathlet

### Künstlername
- Benito Bonito oder „das blutige Schwert“, spanischer Seeräuber (1818–1821, Schatzversteck auf der Kokos-Insel), bürgerlich: Dominico bzw. Dom Pedro Bonito